# 法比安·弗赖
法比安·弗赖（德語：Fabian Frei；1989年1月8日—）是一位瑞士足球運動員，在場上的位置是中場。他現在效力於瑞士足球超級聯賽球隊巴素利，曾效力於緬恩斯。他也代表瑞士國家足球隊參加比賽。